# 小行星43881
小行星43881（43881 Cerreto）是一颗绕太阳运转的小行星，为主小行星带小行星。该小行星于1995年2月25日发现。
該小行星以義大利阿斯蒂省的市鎮切雷托-達斯蒂命名。

## 轨道参数
小行星43881的轨道半长轴为2.4403185 UA，离心率为0.155。